# Eugeniusz Nazimek
Eugeniusz Nazimek (ur. 26 lutego 1927 w Przybyszówce, zm. 12 lipca 1959 w Rzeszowie) – polski żużlowiec.

## Wypadek
Był uważany za jednego z pionierów sportu żużlowego na Rzeszowszczyźnie. Wielokrotnie był reprezentantem Polski w zawodach w kraju i zagranicą. Ponadto wychowywał młodych żużlowców w Bydgoszczy i w Rzeszowie.
W dniu 12 lipca startował na torze żużlowym w Rzeszowie w barwach Stali Rzeszów w meczu towarzyskim z Legią Warszawa. Wygrał III bieg tego spotkania. Następnie startował w biegu V, w którym prowadził przed Pawłem Waloszkiem i Stanisławem Kaiserem z Legii oraz Józefem Batko ze Stali. Na trzecim okrążeniu uległ wypadkowi, po czym został potrącony nieumyślnie przez przejeżdżającego Stanisława Kaisera. W wyniku wypadku doznał złamania ręki i podstawy czaszki, wskutek czego zmarł. Po tym zdarzeniu zawody zostały przerwane przy stanie 12:12, zawodnicy obu drużyn oddali hołd zmarłemu odbywając rundę honorową, a publiczność uczciła zmarłego minutą ciszy.
14 lipca 1959 został pochowany na cmentarzu w rodzinnej Przybyszówce, a w pogrzebie uczestniczyło ponad 15 tys. osób. W tym samym miesiącu pośmiertnie został odznaczony odznaką Zasłużony Mistrz Sportu. Zarządzeniem przewodniczącego Wojewódzkiego Komitetu Kultury Fizycznej w Rzeszowie (WKKF) została powołana specjalna komisja celem ustalenia przyczyn tragicznej śmierci E, Nazimka (przewodniczącym został Albin Małodobry).
Od 1983 roku dla uczczenia jego pamięci na torze w Rzeszowie rozgrywany jest Memoriał im. Eugeniusza Nazimka.

## Starty w lidze
Liga polska
- Stal Rzeszów ()
- Polonia Bydgoszcz (1951–1954)

## Osiągnięcia
| Osiągnięcia:                       |        |                                                                  |                                                                  |                                                                  |       |
| Sezon                              | Miasto | Msc                                                              | Pkt                                                              | Biegi                                                            | Uwagi |
| ↓ W barwach reprezentacji Polski ↓ |        |                                                                  |                                                                  |                                                                  |       |
| 1956                               | Londyn | Został zastąpiony przez innego zawodnika w Finale Kontynentalnym | Został zastąpiony przez innego zawodnika w Finale Kontynentalnym | Został zastąpiony przez innego zawodnika w Finale Kontynentalnym |       |

## Inne ważniejsze turnieje
| Osiągnięcia: | Osiągnięcia: | 4. miejsce (1955) | 4. miejsce (1955) | 4. miejsce (1955) | 4. miejsce (1955) |
| Sezon        | Miasto       | Msc               | Pkt               | Biegi             | Kluby             |
| 1954         | Leszno       | 4                 | 8                 | (3,ns,3,2)        | Bydgoszcz         |
| 1955         | Leszno       | 7                 | 8                 | (1,2,1,ns,3)      | Rzeszów           |
| 1956         | Leszno       | 6                 | 9                 | (0,0,3,3,3)       | Rzeszów           |